# Пресвітер Йоан

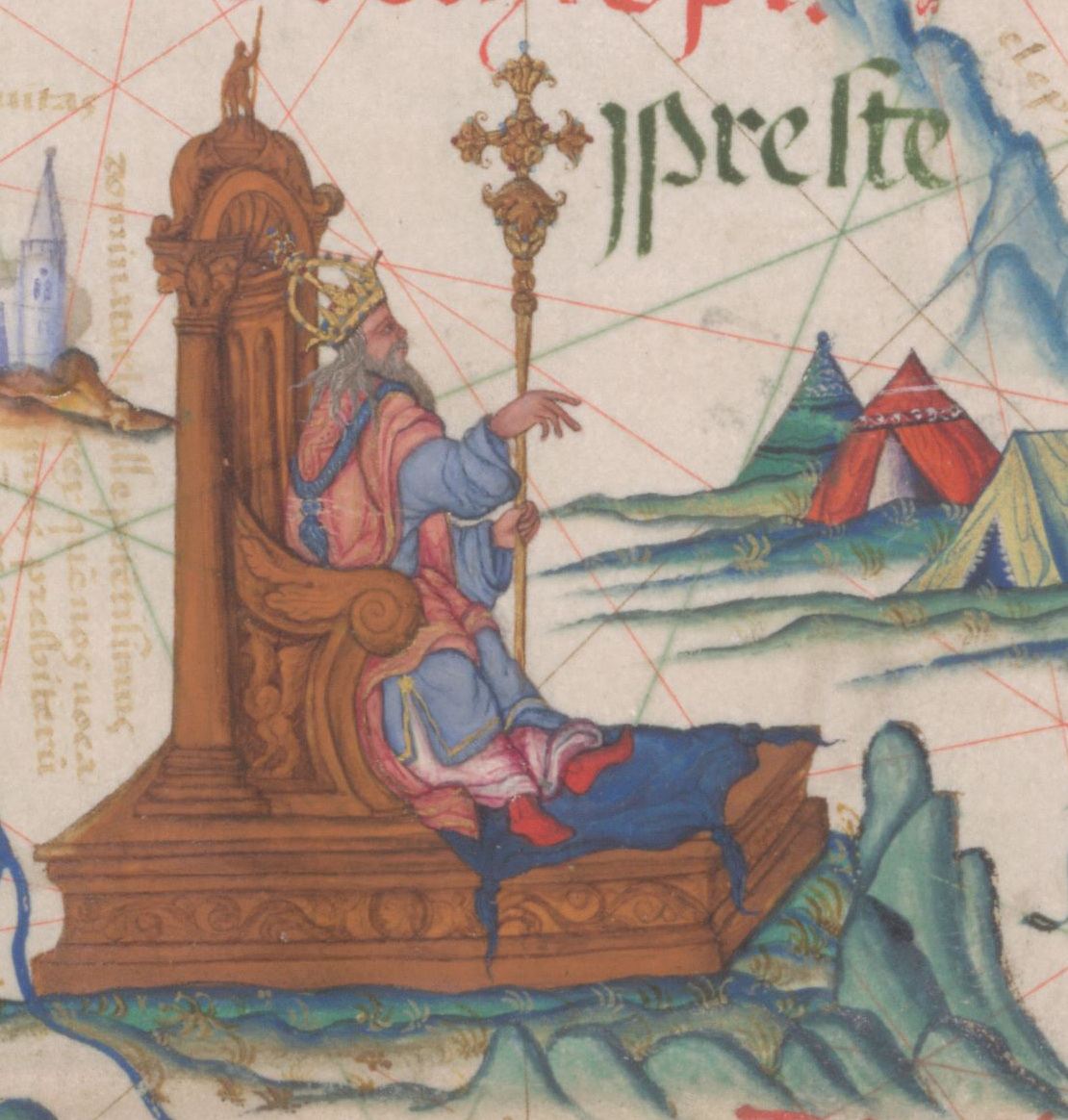
Пресвітер Йоан

Пресвітер Йоан (лат. Presbyter Johannes) — легендарний правитель християнського королівства, що знаходилося на території сучасної Ефіопії. Пресвітер вважався потенційним християнським союзником проти мусульманського ворога та виконував роль каталізатора для імперського завоювання, яке маскувалось під ідеєю возз'єднання християнських земель. Так званий лист, надісланий ним 1165 року до візантійського імператора Мануїла I, який пізніше передав його й імператору Фрідріху Барбароссі, став важливим документом, що переконував європейців про пресвітерову прихильність до них. .
Пресвітер Йоан та його королівство також відігравало важливу роль для іберійської реконкісти, оскільки протягом 1500-х в Іберії існувала християнська меншість та мусульманська більшість, а сама ідея християнського королівства в Африці вдихала надію на потенційну допомогу у боротьбі проти мусульман та подальшу військову експансію. Пошуки Пресвітера Йоана та його королівства найчастіше асоціюються з португальцями — вони спричинили дослідження континенту та налагодження торговельних зв'язків з Азією. Португальський досвід послужив прикладом для колонізаторської діяльності й інших європейських країн (Англії, Франції, Італії тощо) протягом XVII—XVIII ст.